# Jakubov
Jakubov este o comună slovacă, aflată în districtul Malacky din regiunea Bratislava. Localitatea se află la altitudinea de 154 m deasupra n.m., se întinde pe o suprafață de 20,86 km2 și în 2017 număra 1.619 locuitori.

## Istoric
Localitatea Jakubov este atestată documentar din 1460.

## Demografie
| An:                | 1994 | 2004   | 2014    | 2024    |
| ------------------ | ---- | ------ | ------- | ------- |
| Număr de persoane: | 1290 | 1376   | 1592    | 1815    |
| Diferență:         |      | +6,66% | +15,69% | +14,00% |

| An:                | 2023 | 2024   |
| ------------------ | ---- | ------ |
| Număr de persoane: | 1799 | 1815   |
| Diferență:         |      | +0,88% |